# Kruzifix (Michelangelo)

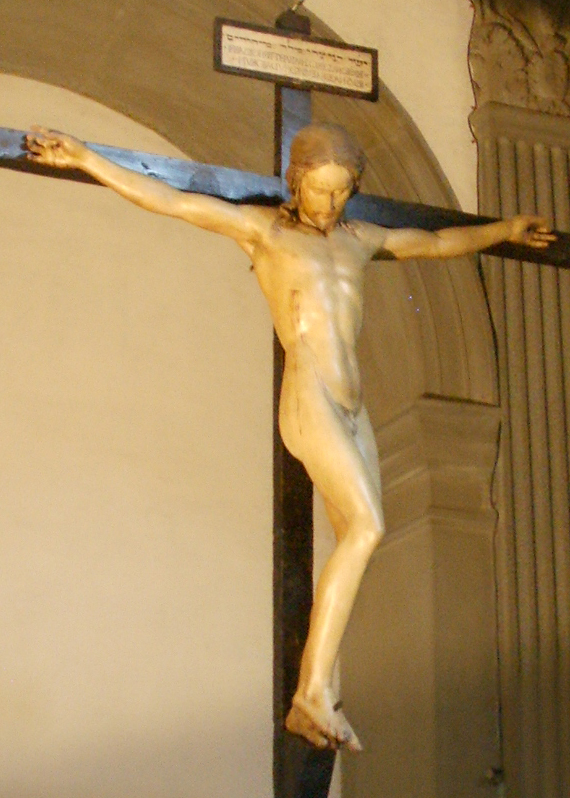
Kruzifix des Michelangelo in Santo Spirito, Florenz

Michelangelo Buonarrotis Kruzifix ist eine 1492/93 geschaffene, farbig gefasste Holzskulptur, die heute in der Sakristei der Kirche Santo Spirito in Florenz aufbewahrt wird. Sie ist 139 × 135 cm groß. Das Kruzifix ist in Michelangelos Jugendjahren entstanden.
Das Kruzifix stammt angeblich aus der Zeit, in der sich Michelangelo im Kloster Santo Spirito aufhielt. Durch die Fürsprache von Piero de’ Medici hatte der Künstler Zugang zum Klosterkrankenhaus, um dort Leichen zu studieren. Durch diese Untersuchungen gelang es ihm, die Muskulatur anatomisch genau darzustellen. Nach der Französischen Revolution wurde das Werk aus der Kirche entfernt und in den Klostertrakt verbracht, wo es 1962 von der Kunsthistorikerin Margrit Lisner wiederentdeckt und als das von Giorgio Vasari in seiner Michelangelo-Vita beschriebene Werk identifiziert wurde. Das Kruzifix wurde 1963/64 restauriert und anschließend im Museum Casa Buonarroti ausgestellt; seit Weihnachten 2000 ist es in der Sakristei von Santo Spirito ausgestellt.

## Beschreibung
Die Skulptur wurde aus einem Lindenholz-Block gefertigt. Lindenholz eignet sich gut für Schnitzarbeiten und wurde auch in anderen Florentiner Werkstätten um 1500 benutzt. Die Figur mit dem Körper und dem Gesicht eines Knaben wurde in „bewundernswerter Perfektion“ gefertigt, wobei als Vorbild ein etwa 14-jähriger junger Mann gedient haben dürfte.
Für die realitätsnahe Haltung der Figur sorgt unter anderem die Stellung der an das Kreuz genagelten Füße. Deren Drehung bewirkt die Überlappung der Beine, während die Füße flach auf dem Suppedaneum – dem stützenden Fußbrett – ruhen und Schultern und Brust näher an das Kreuz heranrücken. Der Bildhauer zielte wahrscheinlich vor allem auf eine Betrachtung von der Vorderseite, eine überzeugende Ansicht ist jedoch auch aus anderen Perspektiven gewährleistet. Die Modellierung des Körpers ist sowohl auf der Vorder- als auch der Rückseite um eine anatomisch korrekte Wiedergabe eines schlanken und muskulösen jungen Männerkörpers bemüht, der entsprechende Studien des jungen Michelangelo zugrunde lagen.
An der heute nackten Figur fehlt das ursprüngliche Lendentuch, das nicht geschnitzt war, sondern aus Stoff bestand, von dem Faserreste in der alten Farbschicht bei der Restaurierung von 1999 nachgewiesen wurden. Ebenso fehlt heute die ursprünglich vorhandene Dornenkrone.
Giorgio Vasari gibt an, dass dieses Holzkreuz bereits unmittelbar nach Fertigstellung sehr geschätzt wurde. Es sei vom damaligen Prior Niccolò Bichiellini in der Kirche über einem Bogen gegenüber dem Hauptaltar der Kirche platziert worden. Dieser Altar ist eine Arbeit von Giovanni Battista Caccini (1556–1613); er wurde zwischen 1590 und 1606 errichtet.
Neben dem hier behandelten Werk wird Michelangelo noch ein zweites, mit nur 41,3 × 39,7 cm deutlich kleineres Kruzifix, zugeschrieben; die Urheberschaft wird jedoch von Teilen der kunstwissenschaftlichen Forschung bezweifelt. Das Stück wurde 2008 vom italienischen Staat erworben und ist heute im Bargello in Florenz ausgestellt.

## Restaurierung
Die erste Restaurierung des Kruzifixes wurde 1963 unmittelbar nach dessen Wiederentdeckung vorgenommen. Im Zuge der Maßnahmen legte man unter einem dicken, wohl um 1800 aufgetragenen Anstrich weite Teile der entstehungszeitlichen Farbfassung frei. Im Jahr 1999 begann eine neue Restaurierung. Sie wurde von den kommunalen Museen der Stadt Florenz in Auftrag gegeben. Sie erwies sich als unerwartet schwierig, führte aber zu einer umfassenden Konservierung des Holzkerns, der modellierten Partien und der Fassung. Die Kosten der Restaurierung wurden von der Sparkasse Florenz übernommen, mit Unterstützung durch die Stadt. Das Ziel war die Präsentation der Skulptur in der Ausstellung „Giovinezza di Michelangelo (Jugend des Michelangelo)“.
Dank der Restaurierung von 1999 zeigt die Skulptur nun wieder ihre entstehungszeitliche Farbigkeit samt einiger besonderer Details wie die Blutstropfen auf der Haut, gemalte Haarsträhnen, die auf die Schultern fallen, und feines Haar auf Brust, Bauch und unter den Achseln. Das Haupthaar der Christusfigur war der am stärksten beschädigte Bereich. Da es bei der Restaurierung 1963 nicht vollständig freigelegt worden war, bewahrte es noch die alten Übermalungen. Die Haare sind nicht geschnitzt, sondern in Stuck aufgetragen und modelliert.